# Infrastructura economiei hidrogenului
Dr. Warren Reynolds, într-un articol publicat în 2006, prezintă două scenarii posibile de trecere la economia hidrogenului pornind de la un procent de energie regenerabilă bazată pe hidrogen de 8% în 2010 cu atingerea unui procent de transformare  de 93%. În cazul în care pilele de combustie devin competitive în 2010, primul scenariu prevede un procent anual de creștere de 8,5% cu atingerea limitei de 93% în anul 2020, iar al doilea cu o creștere de 3%  anul 2038.
Acceptarea hidrogenului ca purtător de energie, și utilizarea lui pe scară largă presupune dezvoltarea unei infrastructuri ce include pe lângă producerea și stocarea acestuia, transportul și existența unei rețele de distribuție accesibile. Jeremy Rifkin, fondator al  "Foundation on Economic Trends (Washington D.C.) și profesor la Wharton School (University of Pennsylvania) schițează chiar necesitatea unei rețele mondiale de hidrogen (HEW) și consideră că aceasta va fi următoarea  revoluție tehnologică, comercială și socială 
.

## Condiții
În funcție de necesitățile și sursele de energie, pentru diferite zone se conturează în mare următoarele posibilități de acces la o sursă de hidrogen:
- extragerea în țara de destinație prin reformare din gazul metan furnizat prin conductele existente, urmată de livrarea în conducte în stare gazoasă sau lichefierea și livrare în containere la stații
- extragerea din apă prin electroliză într-o locație îndepărtată geografic pe baza energiei electrice furnizate de o sursă regenerabilă, transportul hidrogenului gazos până în zona de utilizare urmată de livrarea în conducte în stare gazoasă sau lichefierea și livrare în containere la stații.
- extragerea din apă prin electroliză pe baza energiei electrice furnizate de o sursă regenerabilă și lichefiere într-o locație îndepărtată geografic apoi transport maritim urmat de gazeifiere și livrarea în conducte în stare gazoasă sau livrare în containere la stații.
- extragerea din apă prin electroliză pe baza energiei electrice furnizate de o sursă regenerabilă dintr-o locație îndepărtată geografic urmată de livrarea în conducte în stare gazoasă sau lichefierea și livrare în containere la stații [3].

## Transportul hidrogenului
Analizele privind distanțele și costul transportului hidrogenului de la sursă la stația de alimentare, în cazul în care producerea lui se face în altă locație, au evidențiat că pentru stațiile mici cu cerere mică este avantajoasă livrarea în sub formă de gaz comprimat (CGH2), pentru cereri moderate și distanță mare sub formă de gaz lichefiat (LH2), iar pentru aglomerări urbane cu cereri mari prin rețele de conducte.   

### Conducte

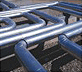
Conducte de hidrogen

Utilizarea conductelor pentru transportul hidrogenului nu constituie o noutate, de peste 50 ani sunt în funcțiune conducte (exemplu este în exploatare o conductă de 168-273mm diametru la 25bar și o lungime de 215km la combinatul chimic Hüls din 1938, una de 50km la 20bar în Leuna, o rețea de conducte pe cca 290km la 65-100bar în Belgia și Franța din 1966, un sistem de conducte pe 50 km în Rotterdam), în SUA există în jur de 1100km de magistrale pentru hidrogen. Dar având în vedere specificitatea transportului hidrogenului ( de exemplu hidrogenarea oțelului conduce la o deteriorare a calității acestuia devenind casabil), construirea de astfel de conducte necesită investiții inițiale foarte mari. O soluție avansată în cazul accelerării trecerii la economia hidrogenului ar constitui utilizarea rețelei actuale de gaz pentru transportul unui mix de 80% gaz natural și 20% hidrogen, sau a unui compus lichid (etanol) din care se poate extrage ușor hidrogen (prin reformare).    
Cu toate că pe distanțe mari utilizarea unui purtător de energie suplimentar (hidrogen versus energie electrică - HVDC) este pusă sub semnul întrebării, la Universitatea din Illinois un studiu a analizat posibilitatea realizării unei superrețele pentru transportul simultan al hidrogenului lichid și al energiei electrice de ordinul 10GW pe aceeași conductă/cablu în care hidrogenul lichid ar avea și rolul de agent de răcire necesar obținerii stării de superconductibilitate și ar fi utilizat la ieșire din cablu ca și combustibil în stații de alimentare cu hidrogen.  

### Auto, cale ferată, naval

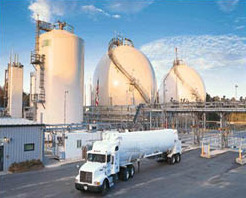
Livrarea hidrogenului cu mijloace auto

Mijloacele de transport de pe uscat sau apă pot fi utilizate pentru livrarea hidrogenului de la producător la stații de distribuție, sub formă de gaz comprimat, lichid criogenic sau înmagazinat în compuși speciali.
- Hidrogen gazos CGH2

Pentru comprimarea hidrogenului la 700bar se consumă o energie echivalentă cu 6% din cea înmagazinată. Transportul hidrogenului gazos cu mijloace auto se realiza la nivelul anului 2002 cu butelii de oțel sub o presiune de 200bar cu un conținut de 2400-3600 Nm3   
- Hidrogen lichid LH2

Pentru lichefierea hidrogenului (-253°C) se consumă o energie echivalentă cu 30% din cea înmagazinată. Există deja containere standardizate cu o capacitate de 3-4t LH2 respectiv 9-23t LH2 pentru transport maritim, respecti proiecte de vase/barje de transport de până la 1000t hidrogen.
- Hidrogen înmagazinat în alți purtători

Cercetări în curs testează purtători ce înmagazinează hidrogen sub formă de legături chimice reversibile cum ar fi hidrurile metalice, nanofibre de carbon sau alte materiale sau hidrocarburi reversibile sau alte lichide.

## Stații de alimentare

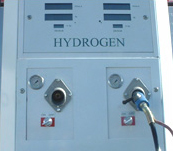
Pompă de alimentare in Las Vegas, Nevada

În diferite zone de pe glob au fost dezvoltate proiecte vizând realizarea și testarea de stații de distribuție în paralel cu promovarea de mijloace de transport în comun sau automobile pe bază de hidrogen sau mixte. Se conturează următoarele modalități de alimentare:
- hidrogen gazos la 300-350bar
- hidrogen gazos la 700bar
- hidrogen lichid la -253°C

Sursa de proveniență este după caz:
- conducte de la instalații care au ca produs secundar hidrogen
- containere de transport
- instalații de electroliză on site
- instalații de reformare on site din gaz metan

Pe plan mondial la nivelul anului 2007 existau peste 220 stații de hidrogen înregistrate  . În Germania prima stație de alimentare cu hidrogen a fost înființată la 12 noiembrie 2004 de către BP în Berlin asigurând clienților hidrogen gazos și hidrogen lichid.
În Franța este în funcțiune o stație de hidrogen gazos la 350bar încă din anul 2002 în administrația Air Liqiude.În Japonia există două zone Kanto și Chubu cu 9 respectiv 1 stații de hidrogen care furnizează hidrogen gazos la 250bar sau 350bar, respectiv hidrogen lichid în două dintre ele mai ales pentru alimentarea automobilelor și autobuselor cu pile de combustie .
Pe lângă alimentarea din rețeaua de stații, apar idei de realizare a unor stații de hidrogen individuale cu impact asupra unei utilizări mai eficiente a energiei.
Astfel spre exemplu firma Honda a dezvoltat un concept pe baza căruia din gaz natural prin reformare se obține hidrogen necesar alimentării unei pile de combustie pentru asigurarea căldurii și electricității din locuință pe de o parte, și în urma purificării, comprimării și stocării în butelii hidrogenul necesar automobilului. De asemenea un alt concept al aceleiași firme prevede utilizarea de panouri solare fotovoltaice pentru generarea electricității necesare producerii hidrogenului prin electroliză .
În Scottsdale/Arizona/SUA în anul 2006 inginerul Bryan Beaulieu a construit o casă în valoare de 2 milioane cu scopul de a testa posibilitatea producerii și stocării hidrogenului pe baza energiei solare. 

## Proiecte
CUTE – Clean Urban Transport for Europe
Proiectul Finanțat de Uniunea Europeană prevede realizarea infrastructurii necesare pentru alimentarea a 33 de autobuse de transport în comun în 9 orașe europene (câte 3 autobuse Mercedes Benz Citaro cu pile de combustie în; Amsterdam, Barcelona, Hamburg, London, Luxemburg, Madrid, Porto, Stuttgart și 9 autobuse MAN cu motor cu ardere internă modificate pentru hidrogen în Berlin) cu hidrogenul necesar   . Acest proiect s-a derulat în perioada 2003-2005 și a fost prelungit  sub numele HyFLEET:CUTE până la 11 ianuarie 2007.
În doi ani s-au parcurs  în total 865000km
Alimentare s-a efectuat la o presiune de 350 bar de la pompe de hidrogen situate în stații de carburanți ai diferitelor companii petroliere.
Hidrogenul a fost obținut în proporție de 56% din surse regenerabile după cum urmează:
- Amsterdam, Barcelona, Hamburg, Stockholm, Rejkjavik – hidrogen obținut local prin electroliză din apă cu ajutorul curentului electric din surse regenerabile (vânt, celule solare, hidro, biomasă, geotermal)
- Madrid, Stuttgart - hidrogen obținut local prin reformare din gaz natural
- Luxemburg, Porto, Londra din rafinerii, combinate chimice, electroliză de unde s-a efectuat transportul cu cisterne sub stare gazoasă la Luxemburg, Porto, respective stare lichidă la Londra.

HyFLEET:CUTE
A fost promovat și finanțat în cadrul  Programului de Cercetare al Comisiei Europene având ca scop:
- Exploatarea a  33 autobuse cu pilă de combustie în 9 orase de pe glob - Amsterdam, Barcelona, Beijing, Hamburg, Londra, Luxembourg, Madrid, Perth, Reykjavik
- Exploatarea a 14 autobuse cu motoare cu ardere internă în Berlin
- Proiectarea, construcția și testarea următoarei generații de autobuse cu pilă de combustie și motoare cu ardere internă
- Dezvoltarea și testare unei noi infrastructuri de alimentare în care mai este inclusă și o stație de alimentare cu hidrogen produs din gaz petrolier lichefiat
- Dezvoltare, optimizarea și testarea infrastructurii de hidrogen existente.

STEP - Sustainable Transport Energy Perth
In Perth proiectul a luat startul la 1 septembrie 2004 și a avut o durată de 2 ani până în anul 2006. Hidrogenul a fost furnizat de compania BP din rafinăria Kwinana de unde s-au transportat cu autocisterne la stația de alimentare sitută în incinta depoului. Până în noiembrie 2005 cele 3 autobuse au rulat pe traseele de transport în comun obișnuite peste 100000km transportând peste 100000 pasageri .
ECTOS - Ecological City TranspOrt System
Proiectul derulat în orașul Rejkjavik a avut o durată de 4 ani din care 2001-2003 pentru studii, iar după inaugurarea stației de hidrogen în aprilie 2003, în perioada octombrie 2003 – august 2005 testele de exploatare. În decursul a 5216 ore de utilizare s-au parcurs cu cele 3 autobuse 89243km consumând în total 17342 kg hidrogen corespunzând la 50 tone motorină. Hidrogenul livrat la stație a fost obținut aproape 100% fără emisie de CO2 prin electroliză pe bază de curent electric obținut de la centrale hidro și geotermale. Proiectul a fost extins cu faza HyFLEET care a luat sfârsit în  ianuarie 2007 .
SHHP - Scandinavian Hydrogen Highway Partnership
Se intenționează crearea unei rețele de stații de alimentare cu hidrogen în sudul Norvegiei (Oslo – Stavanger 2005/2009), Suediei și Danemarca  .
Zero Regio
Prevede crearea unei infrastructuri de alimentare cu hidrogen în două regiuni Lombardia și Rhein-Main la care participă 16 firme din 4 țări EU pentru a asigura carburantul necesar autobuzelor cu pile de combustie. În parcul industrial Höchst se utilizează hidrogenul obținut ca produs secundar la un combinat chimic și se livrează prin intermediul unei conducte de 1,7km la o stație de alimentare care îl distribuie sub stare gazoasă la 350bar respectiv 700 bar, sau lichidă în funcție de cerință. În Lombardia stația de alimentare va dispune de o instalție de reformare prin care produce hidrogen din gaz metan și la nevoie mai poate prelua hidrogen din transportoare auto. Proiectul are o durată de 5 ani.
Alte proiecte
În cadrul Programului Națiunilor Unite pentru Dezvoltare (UNDP) s-au lansat proiecte privind utilizarea autobuselor cu pile de combustie (FCB) în orașe din 5 țări în curs de dezvoltare (Brazilia, China, Egipt, India, Mexic)
La 20 iunie 2006 în Beijing a avut loc o demonstrație a capacităților autobuselor cu pile de combustie utilizând hidrogen. Cu această ocazie s-a lansat și programul de test în exploatare a 3 buc autobuse de acest tip  .
În Shanghai/China se dorește realizarea de stații de alimentare cu hidrogen pentru deservirea a 90 taxiuri și 10 autobuze funcționînd cu pile de combustie până în 2010 când va avea loc Shanghai Expo.  
Provincia British Columbia/Canada a lansat un program ambițios de creare a unei autostrăzi de hidrogen. Prima etapă prevede crearea infrastructurii necesare punerii în exploatare a unei flote de 20 autobuse cu pile de combustie pe ruta Whistler, Vancouver, Surrey, Victoria care după  va fi extinsă până la San Diego.
.  
Statul Florida/USA prevede punerea în exploatare a 5 stații de alimentare cu hidrogen în jurul orașului Orlando până în anul 2007 și atingerea ubel capacități de alimentare a 200 autmobile până în anul 2010   .
În statul California construirea infrastructurii de hidrogen se va concentra în prima fază pe două zone San Francisco – Scaramento respectiv Los Angeles și prevede punerea în funcțiune a 50-100 stații de alimentare cu hidrogen a cca 2015 automobile. Acest număr va crește în faza a doua la 250 stații respectiv 10160 automobile (20700 în faza a treia).   .